# Danmark 1974
Danmark 1974 er en dansk dokumentarfilm fra 1974 med instruktion og manuskript af Ole Askman.

## Handling
Danmark som danskerne (og Danmarks Turistråd) elsker at se det den dag i dag: solskin, møller, slotte og borge, kolonihaver, Dannebrog, broer, cykler, færger, cirkus - og en lille smule gråvejr. Det er ekvilibristisk og musikalsk formidlet fra oven af.